# Quando gli angeli cambiano le piume/Apri quell'ombrello
Quando gli angoli cambiano le piume/Apri quell'ombrello è il primo singolo della cantante statunitense Romina Power, pubblicato dalla ARC nel 1966.

## Descrizione
Di entrambi i brani, i testi sono scritti da Gianni Meccia e le musiche sono composte da Gian Claudio Mantovani e dallo stesso Meccia.
La direzione orchestrale è dello stesso Mantovani e Guido Relly; entrambi con I Cantori Moderni di Alessandroni.

## Tracce
LATO A
1. Quando gli angeli cambiano le piume – 2:00 (testo: Gianni Meccia – musica: Gianni Meccia, Gian Claudio Mantovani; edizioni musicali RCA)

LATO B
1. Apri quell'ombrello – 1:57 (testo: Gianni Meccia – musica: Gianni Meccia, Gian Claudio Mantovani; edizioni musicali RCA)